# Кимбо Слайс
Кевин Фъргюсън (на английски: Kevin Ferguson), познат най-вече като Кимбо Слайс (Kimbo Slice), е американски ММА боец, професионален боксьор, професионален борец и актьор от Бахамските острови. Състезава се в тежка категория.
Роден е в Насау – столицата на Бахамските острови, през 1974 г. Още дете, емигрира със семейството си в САЩ, установяват се в щата Флорида.
Става известен с улични двубои, видеозаписи от които се разпространяват в интернет (основно в канала Youtube).
Слайс изоставя кариерата на уличен боец и подписва професионален договор с ММА шампионата „EliteXC“ през 2007 г. Участва в бойното реалити шоу The Ultimate Fighter: Heavyweights.
В своя дебют за шампионата UFC Слайс побеждава Хюстън Александър във финала на The Ultimate Fighter: Heavyweights. Състезава се в шампионата Bellator ММА от януари 2015 до смъртта си през юни 2016 г.